# 哈尼縣
哈尼縣（英語：Harney County）是位於美国俄勒冈州東南部的一個郡，南鄰内华达州，面積26,486平方公里，是全州面積最大的縣。根據2020年美國人口普查，共有人口7,422人。哈尼縣的縣治為柏恩斯。哈尼縣是俄勒岡州中面積最大的一個縣份，亦是全國面積第十大的縣份。

## 歷史
哈尼縣縣名是為了紀念美墨戰爭和北美印第安战争時期將領威廉·塞爾比·哈尼。
原本居住於哈尼縣的美國土著為派尤特人。當時，與派尤特人爭奪土地的原住民則為特奈诺人和沃斯科人。 於1826年到達哈尼縣一帶的彼得·奥格登是首個來到哈尼縣的歐洲人。
哈尼縣成立於1889年2月25日，並且是獨立自格蘭特縣的。於1890年，柏恩斯成為了哈尼縣的縣治。

## 地理

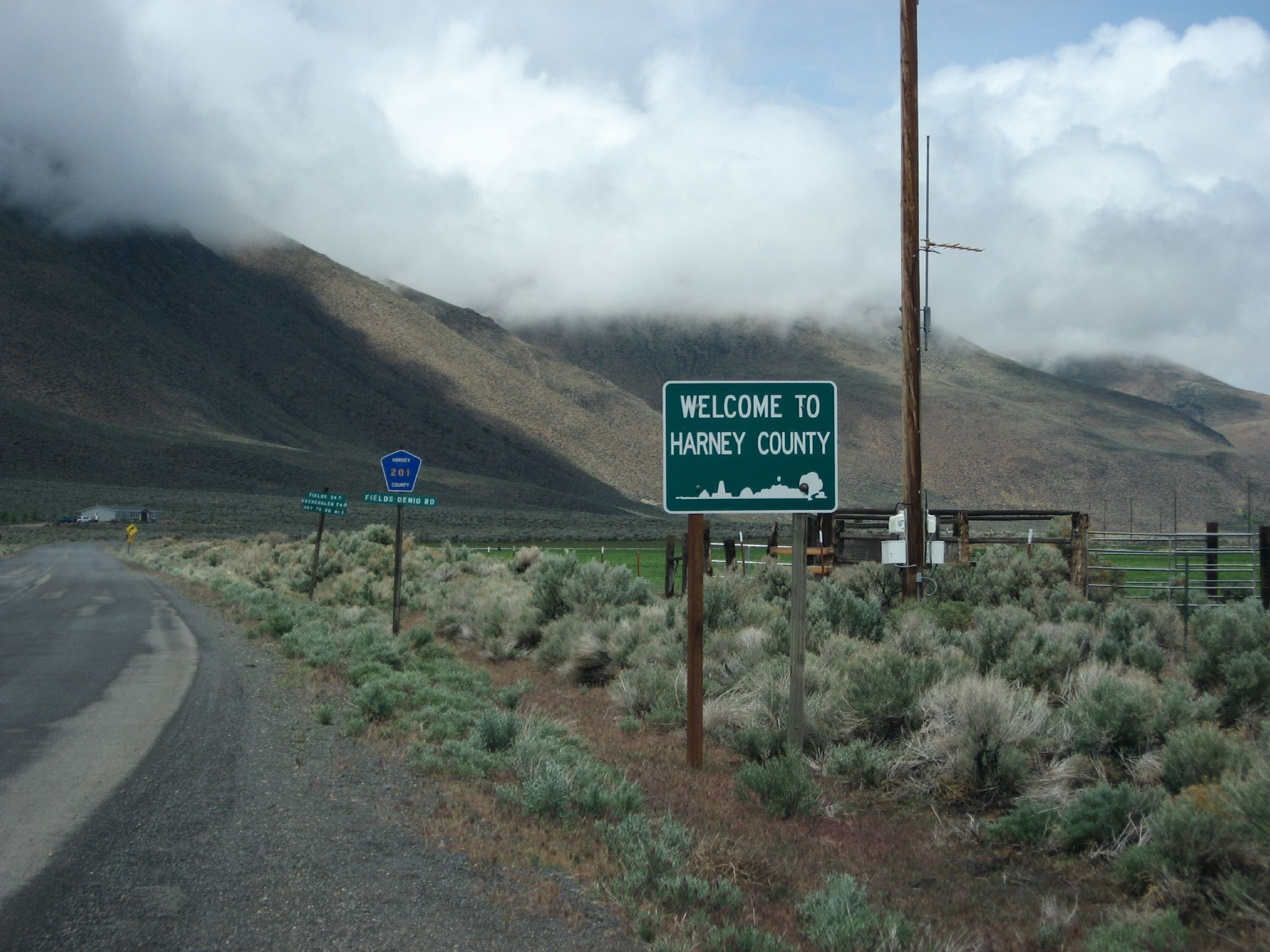
歡迎司機進入哈尼縣的路標。

根據2000年人口普查，哈尼縣的面積為10,226平方英里（26,485.2平方），其中有10,134平方英里（26,246.9平方），即99.1%為陸地；92平方英里（238.3平方），即0.9%為水域。斯典萨山是縣內的最高點，其海拔為9,700英尺（3,000）。而斯典萨山的東南面則是阿尔沃德沙漠，俄勒冈州中最乾旱的地區。

### 毗邻县
- 俄勒冈州 萊克縣：西方
- 俄勒岡州 德舒特縣：西北方
- 俄勒岡州 克魯克縣：西北方
- 俄勒岡州 格蘭特縣：北方
- 俄勒岡州 馬盧爾縣：東方
- 内华达州 洪堡縣：南方
- 內華達州 瓦肖县：西南方

### 国家保护区
- 马卢尔国家森林公园（部份）
- 马卢尔国家野生动物保护区
- 阿乔科国家森林公园（部份）

## 人口
| 调查年            | 人口  | 备注 | %±     |
| ----------------- | ----- | ---- | ------ |
| 1890              | 2,559 |      | —      |
| 1900              | 2,598 |      | 1.5%   |
| 1910              | 4,059 |      | 56.2%  |
| 1920              | 3,992 |      | −1.7%  |
| 1930              | 5,920 |      | 48.3%  |
| 1940              | 5,374 |      | −9.2%  |
| 1950              | 6,113 |      | 13.8%  |
| 1960              | 6,744 |      | 10.3%  |
| 1970              | 7,215 |      | 7.0%   |
| 1980              | 8,314 |      | 15.2%  |
| 1990              | 7,060 |      | −15.1% |
| 2000              | 7,609 |      | 7.8%   |
| 2010              | 7,422 |      | −2.5%  |
| [ 5 ] [ 6 ] [ 7 ] |       |      |        |

根據2000年人口普查，哈尼縣擁有7,609居民、3,036住戶和 2,094家庭。。其人口密度為每平方英里1居民（每平方公里0.3居民）。哈尼縣擁有3,533間房屋单位，其密度為每平方英里0.3間（每平方公里0.1間）。哈尼縣的人口是由91.93%白人、0.13%黑人、3.97%土著、0.51%亞洲人、0.07%太平洋岛民、1.30%其他種族和2.09%混血构成。而西班牙裔或拉丁美洲人佔了人口4.15%。而在91.93%白人當中，有21.1%為德國人、10.3%愛爾蘭人和9.7%英國人。
大約75%居民居住於伯恩斯-海因斯市辖区，而大約7%居民則居住於克拉恩。
在13,309住户中，有26.40%擁有一個或以上的兒童（18歲以下）、56.30%為夫妻、7.40%為單親家庭、而有31.90%為非家庭。其中25.70%住户為獨居，10.30%為同居長者。平均每戶有2.42人，而平均每個家庭則有2.90人。在32,485居民中，有23.70%為18歲以下、5.40%為18至24歲、24.00%為25至44歲、28.50%為45至64歲以及18.40%為65歲以上。人口的年齡中位數為43歲，每100個女性就有105.10個男性。每100個成年女性（18歲以上）就有104.70個成年男性。
在3,036住户中，有29.40%擁有一個或以上的兒童（18歲以下）、58.00%為夫妻、6.80%為單親家庭、而有1.00%為非家庭。其中25.90%住户為獨居，10.20%為同居長者。平均每戶有2.45人，而平均每個家庭則有2.9人。在7,609居民中，有26.00%為18歲以下、6.40%為18至24歲、26.60%為25至44歲、26.10%為45至64歲以及15.00%為65歲以上。人口的年齡中位數為40歲，每100個女性就有102.90個男性。每100個成年女性（18歲以上）就有98.20個成年男性。
哈尼縣的住戶收入中位數為$30,957，而家庭收入中位數則為$36,917。男性的收入中位數為$27,386，而女性的收入中位數則為$21,773。哈尼縣的人均收入為$16,159。約8.60%家庭和11.80%人口在貧窮線以下。